# چروک‌صدف‌سانان
چروک‌صدف‌سانان (نام علمی: Ostreoida) نام یک راسته از زیررده باله‌ای‌شکلان است.